# ГЕС Тешел
ГЕС Тешел — гідроелектростанція в Болгарії у Південно-центральному регіоні. Найвища у складі каскаду на річці Вача.
В кінці 1950-х в Болгарії розпочали реалізацію масштабного гідроенергетичного проекту «Доспат — Вача», електростанції якого утворювали каскад на річці Вача (права притока Мариці). Втім, перша в каскаді ГЕС Тешел отримувала живлення за рахунок деривації із долини річки Доспат (ліва притока Мести, яка впадає в Егейське море західніше від Мариці). У період з 1958 по 1969 рік на Доспаті спорудили кам'яно-накидну греблю із глиняним ядром висотою 60,5 м та довжиною 230 м. Вона утворила водосховище площею 22 км2 із об'ємом 449 млн м3 (корисний об'єм 447 млн м3), припустиме коливання рівня якого обмежене позначками 1174 та 1197 метрів над рівнем моря.
Окрім стоку з оточуючих гір, до водосховища Доспат також надходить ресурс із південного заходу, який перекидається через гірський хребет Дбраш (Доспатська Планина) за допомогою дериваційних каналів/тунелів:
- «Вищериця-Каніна», що збирає воду із семи точок у верхів'ях Каніни (ліва притока Мести);
- «Бистриця», який збирає воду із одинадцяти точок у верхів'ях Бистриці (інша ліва притока Мести);
- «Осина», який збирає воду із дев'яти точок у верхів'ях Осинської Реки (ліва притока самого Доспату, що впадає у нього нижче від греблі Доспат.
Із водосховища накопичений ресурс перекидається на схід у долину верхньої Вачі за допомогою дериваційного тунелю довжиною 13,5 км, причому на своєму шляху цей тунель також отримує поповнення за рахунок води із річки Змеіца (басейн лівого притоку Доспату Караджадере).
Машинний зал ГЕС Тешел розташований у долині Буновскої Реки (злиттям якої із Чаірдере і утворюється Вача), у кількох сотнях метрів вище від початку водосховища Тешел, яке вже працює на наступну ГЕС каскаду — Девін. Зал обладнаний двома турбінами типу Френсіс потужністю по 30 МВт.
У 2005 році станція пройшла модернізацію, виконану австрійською компанією VA TECH.